# Карниолин-Пинский, Матвей Михайлович
Матве́й Миха́йлович Карнио́лин-Пи́нский (Корнио́лин-Пи́нский) (23 ноября (5 декабря) 1800, Малороссийская губерния — 21 декабря 1866 (2 января 1867), Санкт-Петербург) — русский юрист, сенатор, действительный тайный советник.
Известен, главным образом, как участник первых политических процессов против революционеров.

## Биография
Родился в Сосницком уезде Малороссийской губернии 23 ноября (5 декабря) 1800 года в семье врача. Получил образование в Смоленской гимназии и как лучший выпускник был направлен на учёбу на казённый счёт в Главный педагогический институт в Санкт-Петербурге.
В 1816 году после окончания института был назначен учителем в Симбирскую гимназию, где до 1818 года преподавал естественную историю, технологию, коммерческие науки, в 1818—1820 годах — всемирную историю, географию и статистику и в 1821—1823 годах — логику и риторику. В 1821 году вступил в масонскую ложу «Ключи к добродетели».
В 1823 году переехал в Москву, где стал преподавать словесность в Московском (Лефортовском) кадетском корпусе и Московском театральном училище. В 1825 году, по совместительству, поступил на службу в канцелярию московского генерал-губернатора князя Д. В. Голицына.
В 1827 году получил должность стряпчего по уголовным делам. Во второй половине 20-х гг. XIX века сблизился с литературными и театральными кругами Москвы, писал стихи и критические статьи в московские журналы, сотрудничал в «Сыне Отечества»; подписывался «ей-ъ-ий» и «й». Встречался в московских салонах и был близко знаком с А. С. Пушкиным.
В 1831 году по протекции министра юстиции Д. В. Дашкова был переведён в Санкт-Петербург в Министерство юстиции на должность начальника 2-го отделения департамента, а через 5 лет назначен за обер-прокурорский стол (помощником обер-прокурора) в 3-м департаменте Сената. В 1838 году назначен обер-прокурором 1-го отделения 5-го департамента.
Принимал участие в работе комиссий по составлению проекта нового Уложения о наказаниях, проекта Устава уголовного судопроизводства и прочих законодательных актах. С 1845 года директор департамента Министерства юстиции.
23 мая 1847 года получил чин тайного советника, а в сентябре 1850 года — должность сенатора. С 1862 года — первоприсутствующий в 1-м отделении 5-го департамента Правительствующего сената.
По должности сенатора участвовал в рассмотрении следственных дел в 1861 году — революционера М. И. Михайлова и в 1864 году — революционного демократа Н. Г. Чернышевского с объявлением приговора. Член Верховного уголовного суда в 1866 году по делу Д. В. Каракозова и других.
Участие в громких политических процессах создало Карниолину-Пинскому репутацию, по выражению Герцена, инквизитора. И. С. Аксаков указывал, что Карниолин-Пинский «способен делать самые жестокие вещи ради выполнения закона».
Сенатор Есипович характеризовал Карниолина-Пинского как «человека жёлчного, сурового, беспощадного».
В апреле 1866 года назначен первоприсутствующим в Уголовном кассационном Департаменте, а также в Общем собрании кассационных департаментов Правительствующего сената. Удостоен ряда российских орденов до ордена Святого Александра Невского включительно.
Умер 21 декабря 1866 (2 января 1867) года в Санкт-Петербурге. Похоронен на Тихвинском кладбище Александро-Невской лавры.

## Личная жизнь
Карниолин-Пинский с 1833 года был женат на Надежде Ивановне Стародубской (1816—1887), добрачной дочери актрисы Е. С. Семёновой и сенатора князя И. А. Гагарина. Свою фамилию она получила от предков Гагариных — князей Стародубских. Прожив с мужем три года, Стародубская уехала к матери в Москву, после чего супруги стали жить раздельно. Когда спустя какое-то время Карниолину-Пинскому стало известно, что жена сошлась с неким московским купцом и прижила от него несколько детей, сданных потом в приют, он возбудил уголовное преследование в отношении Стародубской. В 1845 году, когда Надежда Ивановна снова забеременела, по настоянию мужа она была разыскана и подвергнута медицинскому освидетельствованию, которое подтвердило беременность. Матвею Михайловичу удалось получить развод. Бракоразводный процесс был громким, обсуждался в тогдашнем обществе. Несмотря на заступничество матери, использовавшей свои связи известной актрисы для облегчения участи дочери, Надежда Ивановна Пинская в 1853 году была признана виновной в нарушении супружеской верности и приговорена к заключению в монастырь. В 1857 году по высочайшему повелению Пинская была освобождена от заключения в монастыре.